# Couëtron-au-Perche
Couëtron-au-Perche – gmina we Francji, w Regionie Centralnym, w departamencie Loir-et-Cher. W 2013 roku liczba ludności wynosiła 1091 mieszkańców. 
Gmina została utworzona 1 stycznia 2018 roku z połączenia pięciu ówczesnych gmin: Arville, Oigny, Saint-Agil, Saint-Avit oraz Souday. Siedzibą gminy została miejscowość Souday.